# Gestekelde duizendknoop
Gestekelde duizendknoop (Persicaria perfoliata, synoniem: Polygonum perfoliatum) is een plant uit de duizendknoopfamilie. Het is een eenjarige, kruidachtige plant met driehoekige bladeren. 

## Verspreiding
De soort is inheems in het grootste deel van het gematigde en tropische oosten van Azië, met een verspreidingsgebied dat zich uitstrekt van het oosten van Rusland en het noorden van Japan tot de Filipijnen en India in het zuiden.

## Invasieve uitheemse soort
Gestekelde duizendknoop is een invasieve soort.  Sinds 2016 staat de soort op de lijst van invasieve soorten die zorgwekkend zijn voor de Europese Unie en mag de plant niet meer geïmporteerd of verkocht worden in de Unie.

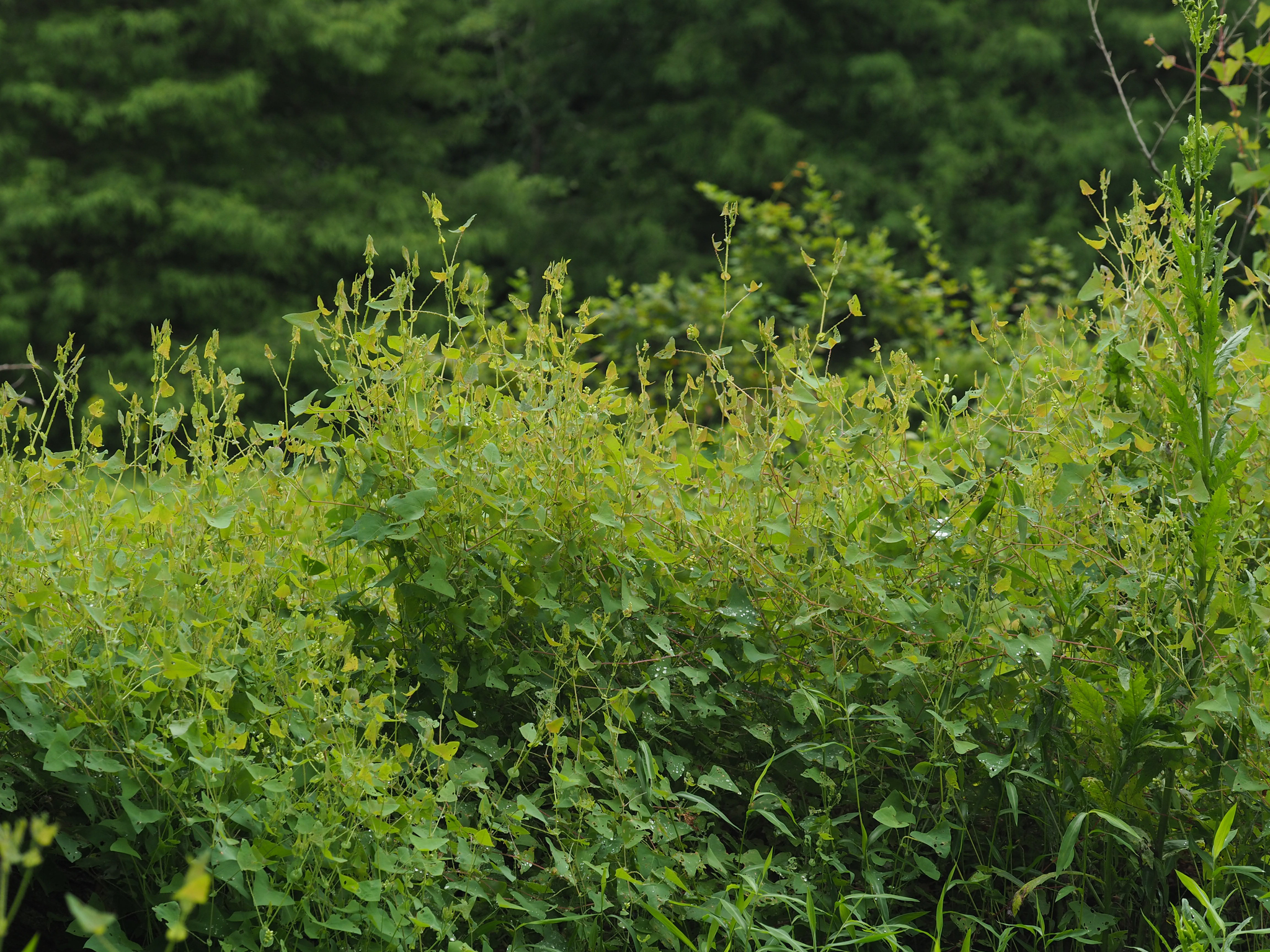
Persicaria perfoliata

## Eetbaarheid
Gestekelde duizendknoop is een eetbare soort. De zachte bladeren en scheuten kunnen rauw of gekookt gegeten worden als salade of als groente en het fruit is zoet en kan vers worden gegeten.

## Toepassingen
In de traditionele Chinese geneeskunde staat Gestekelde duizendknoop bekend als gangbangui, en wordt verondersteld nuttig te zijn voor verschillende remedies in de kruidengeneeskunde . Het kan ook worden gebruikt als een vezel of worden gebruikt bij het maken van touw.